# Attentat de la mosquée de Kouyapé
L'attentat de la mosquée de Kouyapé est un attentat-suicide perpétré le 13 janvier 2016 dans la mosquée de Kouyapé, une petite localité de l'Extrême-Nord, au Cameroun.

## Contexte
La région frontalière avec le Nigeria où se trouve Kouyapé est instable. Les djihadistes de Boko Haram qui mènent une insurrection depuis 2009 la franchissent régulièrement pour attaquer les localités proches. L'organisation est en déclin, étant combattue par les gouvernements nigérian, camerounais, tchadien et nigérien, mais reste au menace grâce au faible coût et à la faible logistique qu'exigent les attentats-suicide. 
L'utilisation de femmes pour commettre des attentats-suicide avait poussé la région à interdire la burqa en juillet 2015.
C'est la première attaque terroriste importante de l'année dans l'Extrême-Nord.

## Déroulement
Il est très tôt le matin du mercredi 16 janvier 2016 à Kouyapé, dans le nord du Cameroun, lorsqu'un homme muni d'explosifs s'infiltre dans la mosquée de la petite ville. C'est l'heure de la première prière du matin, l'Al-fajr. À 5 h 40, il se fait exploser alors qu'il prie au milieu des fidèles.

## Bilan
Le bilan est lourd, l'attaque fait 11 morts dans l'immédiat, dont l'imam de la mosquée. Un blessé décède peu après. Les dégâts matériels sont également importants et le bâtiment est presque entièrement détruit par la violence de l'explosion. Des photos de ces destructions circulent d'ailleurs dans la journée sur les réseaux sociaux camerounais où elles sont largement diffusées.